# رعنة (مذيخرة)

تعديل مصدري - تعديل

رعنة محلة تابعة لقرية بني البيضاء، التابعة لعزلة الافيوش بمديرية مذيخرة إحدى مديريات محافظة إب في الجمهورية اليمنية، بلغ تعداد سكانها 228 حسب تعداد اليمن لعام 2004.